# Mabuyinae
Mabuyinae zijn een onderfamilie van hagedissen uit de familie skinken (Scincidae).

## Naam en indeling
De groep werd voor het eerst wetenschappelijk beschreven door Myron Budd Mittleman in 1952. Er zijn 203 soorten in 24 geslachten. Zeven geslachten zijn monotypisch en worden slechts vertegenwoordigd door een enkele soort. De vertegenwoordigers kunnen er heel divers uitzien, zo zijn er typisch hagedis-achtige vormen met goed ontwikkelde poten maar er zijn ook blinde, pootloze soorten die meer weg hebben van een regenworm.

## Verspreiding en habitat
De verschillende geslachten hebben een enorm verspreidingsgebied, van Midden- en Zuid-Amerika via Afrika tot grote delen van het Midden-Oosten en Azië. Alleen in Noord-Amerika en Europa komen geen soorten voor. De habitat verschilt sterk; veel soorten komen voor in tropische tot subtropische bossen maar er zijn ook soorten die leven in drogere omgevingen zoals woestijnen.

## Geslachten
De onderfamilie Mabuyinae wordt verdeeld in de volgende geslachten, met de auteur en het verspreidingsgebied.
| Naam                | Auteur                                           | Verspreidingsgebied |
| ------------------- | ------------------------------------------------ | --- |
| Alinea              | Hedges & Conn, 2012                              | Caraïben; Barbados en Saint Lucia |
| Aspronema           | Conn & Hedges, 2012                              | Zuid-Amerika; Argentinië, Bolivia, Brazilië, Paraguay en Uruguay |
| Brasiliscincus      | Conn & Hedges, 2012                              | Zuid-Amerika: Brazilië |
| Capitellum          | Conn & Hedges, 2012                              | Midden-Amerika; Amerikaanse Maagdeneilanden, Guadeloupe en Martinique |
| Chioninia           | Mausfeld, Böhme, Misof, Vrcibradic & Rocha, 2002 | Afrika; Kaapverdische Eilanden |
| Copeoglossum        | Tschudi, 1845                                    | Zuid-Amerika; Antigua en Barbuda, Bolivia, Brazilië, Colombia, Ecuador, Frans-Guyana, Grenada, Trinidad en Tobago, Guyana, Paraguay, Peru, Suriname, Trinidad en Tobago en Venezuela |
| Boomskinken (Dasia) | Gray,1839                                        | Zuidoost-Azië en Zuid-Azië; Brunei, Cambodja, Filipijnen, India, Indonesië, Laos, Maleisië, Singapore, Sri Lanka, Thailand en Vietnam |
| Eumecia             | Bocage, 1870                                     | Afrika; Angola, Congo-Kinshasa, Kenia, Malawi, Tanzania en Zambia |
| Eutropis            | Fitzinger, 1843                                  | Zuidoost-Azië; Afghanistan, Bangladesh, Bhutan, Cambodja, China, Filipijnen, India, Indonesië, Laos, Maleisië, Nieuw-Guinea, Myanmar, Nepal, Pakistan, Singapore, Sri Lanka, Taiwan, Thailand en Vietnam |
| Exila               | Hedges & Conn, 2012                              | Zuid-Amerika; Bolivia, Brazilië en Peru |
| Heremites           | Gray, 1845                                       | Afrika, het Midden-Oosten en westelijk Azië; Afghanistan, Algerije, Armenië, Azerbeidzjan, Bahrein, Cyprus, Egypte, Eritrea, Ethiopië, Griekenland, Irak, Iran, Israël, Jordanië, Libanon, Libië, Oezbekistan, Oman, Qatar, Rusland, Saoedi-Arabië, Syrië, Tunesië, Turkije, Turkmenistan, mogelijk in Pakistan en Soedan |
| Lubuya              | Bocage, 1879                                     | Afrika; Angola, Congo-Kinshasa en Zambia |
| Mabuya's (Mabuya)   | Fitzinger, 1826                                  | Midden-Amerika, delen van het Caribisch Gebied en in noordelijk Zuid-Amerika; Colombia, Dominicaanse Republiek, Guadeloupe, Martinique en Venezuela |
| Manciola            | Hedges & Conn, 2012                              | Zuid-Amerika; Brazilië, Bolivia en Paraguay |
| Marisora            | Conn & Hedges, 2012                              | Midden en noordelijk Zuid-Amerika; Belize, Colombia, Costa Rica, Guatemala, Honduras, Mexico, Nicaragua, Panama, Saint Vincent en de Grenadines, Tobago en Venezuela |
| Notomabuya          | Hedges & Conn, 2012                              | Zuid-Amerika; Argentinië, Bolivia, Brazilië en Paraguay |
| Orosaura            | Hedges & Conn, 2012                              | Zuid-Amerika; Venezuela |
| Panopa              | Hedges & Conn, 2012                              | Zuid-Amerika; Brazilië en Venezuela |
| Psychosaura         | Hedges & Conn, 2012                              | Zuid-Amerika; Brazilië |
| Spondylurus         | Fitzinger, 1826                                  | Caraïben; Amerikaanse Maagdeneilanden, Britse Maagdeneilanden, Haïti, Hispaniola, Jamaica, Puerto Rico, Saint Croix, Sint-Maarten en de Turks- en Caicoseilanden |
| Toenayar            | Karin, Metallinou, Weinell, Jackman, Bauer, 2016 | Azië; India, Maleisië, Myanmar en Thailand |
| Trachylepis         | Fitzinger, 1843                                  | Afrika en het Midden-Oosten; Angola, Benin, Botswana, Brazilië, Burkina Faso, Burundi, Comoren, Congo-Brazzaville, Congo-Kinshasa, Centraal-Afrikaanse Republiek, Equatoriaal-Guinea, Eritrea, Ethiopië, Gabon, Gambia, Ghana, Guinee, Guinee-Bissau, Ivoorkust, Jemen, Kameroen, Kenia, Lesotho, Liberia, Madagaskar, Malawi, Mali, Mozambique, Namibië, Niger, Nigeria, Oeganda, Oman, Principe, Rwanda, Saoedi-Arabië, Sao Tomé en Principe, Seychellen, Soedan, Somalië, Sierra Leone, Swaziland, Tanzania, Togo, Senegal, Tsjaad, Verenigde Arabische Emiraten, Zambia, Zimbabwe en Zuid-Afrika |
| Varzea              | Hedges & Conn, 2012                              | Zuid-Amerika; Bolivia, Brazilië, Frans-Guyana, Jamaica, mogelijk in Colombia, Ecuador en Trinidad |
| Vietnascincus       | Darevsky & Orlov1994                             | Azië; Vietnam |